# الجامع الصلاحي الكبير

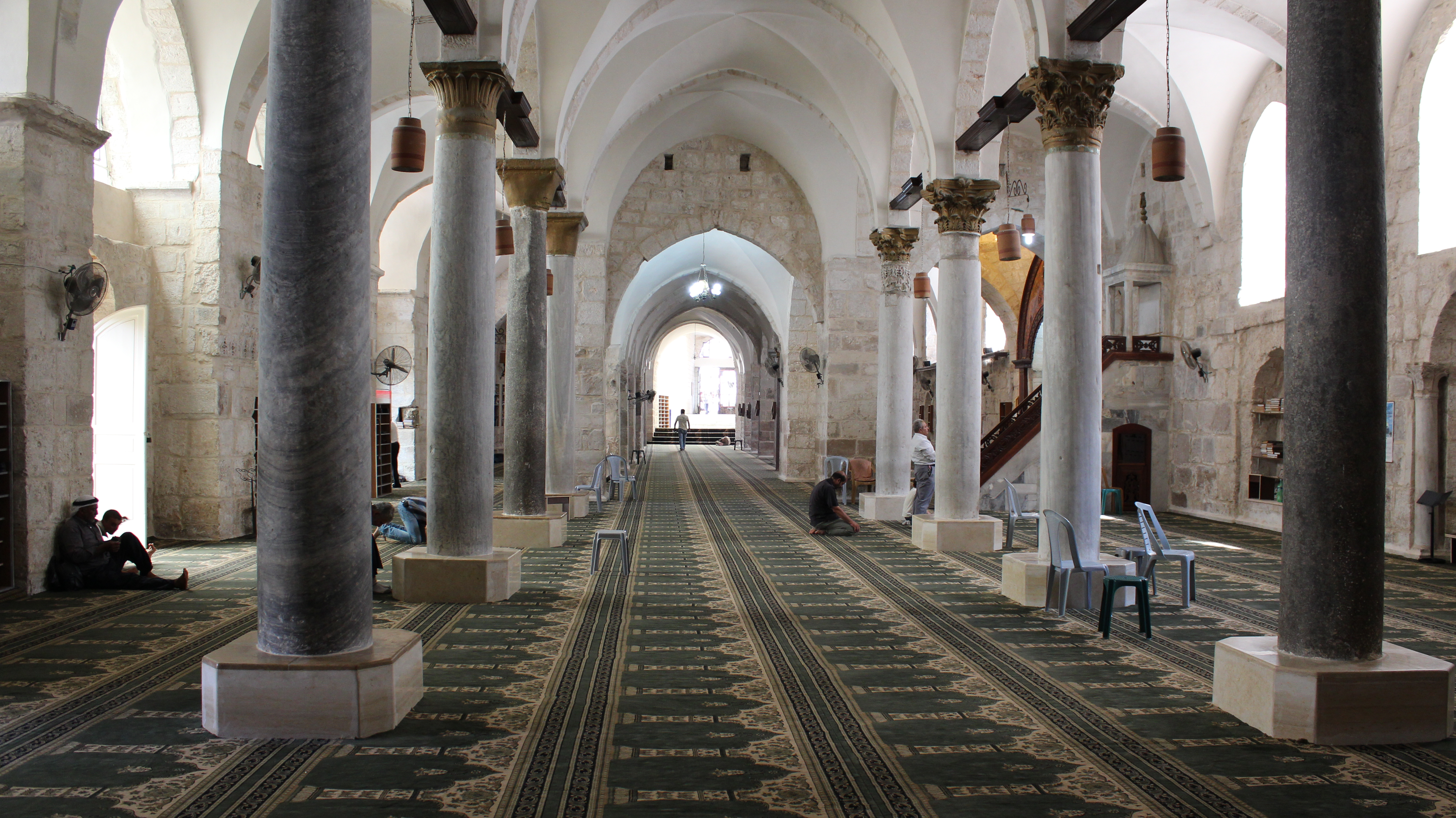
الجامع الصلاحي الكبير من الداخل.

الجامع الصلاحي الكبير يقع في حي القصبة وسط المدينة القديمة في نابلس ما بين الشارع الشمالي المؤدي إلى خان التجار القديم وشارع النصر قرب حارة العقبة وحارة القيسارية. كانت تقوم في الموقع بازيليكا رومانية متهدمة، غير أن أصل البناء الحالي كنيسة صليبية شيدت سنة 1167 ثم حولت إلى جامع بعد الفتح الصلاحي لنابلس سنة 1187 وسمي تيمناً باسم صلاح الدين الأيوبي. حيث شهد الجامع عدة تجديدات وتعميرات وإضافات خلال العهد الأيوبي والمملوكي والعثماني والعهد الحديث وهو عامر تقام فيه الصلوات الخمس. تهدم جزء كبير منه في زلزال 1927. وتم ترميم الجامع عام 1935 ليعود إلى حالته الأصلية.

## تاريخ الجامع
يُعد الجامع الكبير من أهم المشيدات الأثرية في نابلس. أصله كان كنيسة بُنيت في عهد الإمبراطور الروماني فيليب العربي (244-249) فوق أنقاض مبنى روماني قديم. وفي وقت لاحق قام البيزنطيون بتشييد كاتدرائية على أنقاض الكنيسة، وتعرضت لأضرار كبيرة، مما دفع الإمبراطور جستنيانوس إلى إعادة بنائها وترميمها في القرن السادس الميلادي. وعندما تهدمت مرة أخرى أعاد الصليبيون بناءها عام 563 هـ/1167.

## معمار الجامع الكبير
يتميز الجامع الكبير بمساحته الكبيرة وبارتفاع واجهاته المبنية من الحجارة الكبيرة. يحتوي الجامع على نوافذ ذات عقود مدببة ومستطيلة الشكل. يبلغ طول الجامع حوالي ثلاثمائة خطوة، وعرضه مئة خطوة. يُشابه المدخل الرئيسي للجامع من جهة الشرق باب كنيسة القيامة في القدس، ويتألف من خمسة عقود مدببة متراكبة، مزينة بنقوش جميلة وترتكز على أعمدة رخامية ذات تيجان. العقد الخارجي مزين بنقوش على الطريقة الرومانية، مما يدل على التأثر المعماري بالعمارة البيزنطية. ويتألف الجامع من صحن ورواقين مغطيين بأسقف مكونة من قبوات متقاطعة، محمولة على خمسة وخمسين عموداً، لكل منها تاج كورنثي مميز. يساهم في دعم الأسقف عدد من الدعائم الحجرية الضخمة التي تبرز تداخل السويات المعمارية والترميمية للجامع، مما يمنحه تصميماً داخلياً فريداً.

## المحراب والمنبر
المحراب في الجامع الكبير واسع جدًا ويتسع لإثنى عشر مصلياً. يحتوي المحراب على عمودين مدمجين وكان في الأصل مدخل الكنيسة من الناحية الشرقية. بجانب المحراب يوجد منبر بديع الصنع. يُوجد في الجامع ثلاثة محاريب أصغر، ربما كانت مخصصة للمذاهب الأربعة، بالإضافة إلى مدرسة ملحقة بالجامع لسكنى طلاب العلم الغرباء، وسوق مسقوف محيط به.

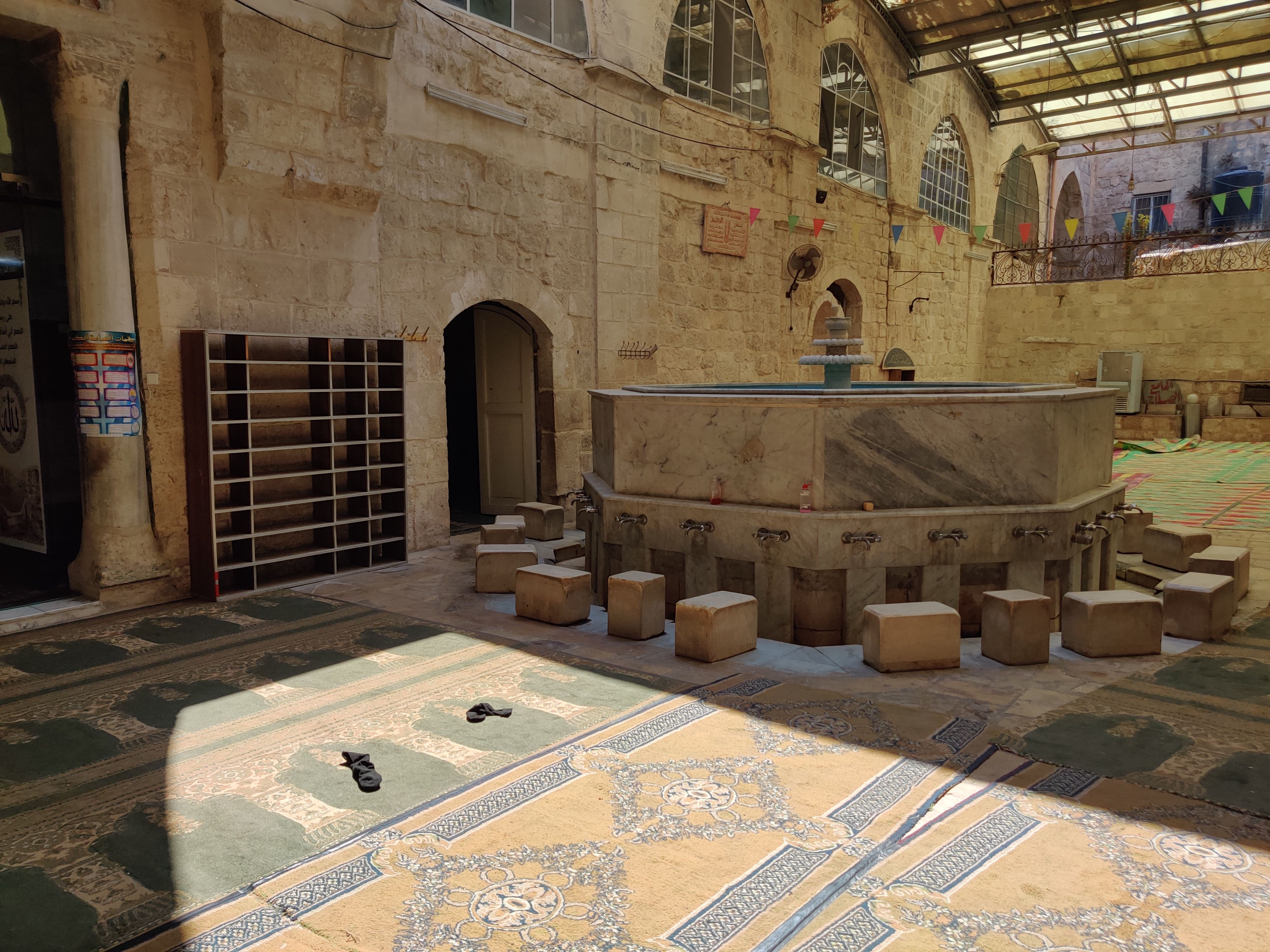
صحن الجامع الصلاحي الكبير في نابلس